# روبرت جوزيف (دبلوماسي)
روبرت جوزيف (بالإنجليزية: Robert Joseph) هو دبلوماسي أمريكي، ولد في 1949 في ويليستون في الولايات المتحدة.